# ∽
∽, appelé signe tilde réfléchi ou s couché, est un symbole utilisé comme variante du signe tilde, symbole mathématique pour l’approximation, pour l’équivalence, ou comme symbole phonétique pour la nasalisation.

## Utilisation
Avasenov utilise le s couché pour indiquer la nasalisation.